# Broad Creek (Caroline du Nord)
Broad Creek est une census-designated place américaine située dans le comté de Carteret en Caroline du Nord. En 2010, sa population était de 2 334 habitants.

## Source de la traduction
- (en) Cet article est partiellement ou en totalité issu de l’article de Wikipédia en anglais intitulé « Broad Creek, North Carolina » (voir la liste des auteurs).